# Afrânio Pompílio Gastos do Amaral
Pour les articles homonymes, voir Amaral.
Afrânio Pompílio Gastos do Amaral est un herpétologiste brésilien, né le 1er décembre 1894 à Belém et mort le 29 novembre 1982 à São Paulo.

## Biographie
Enfant, il récoltait des serpents pour Emílio Augusto Goeldi (1859-1917). Il part à Salvador (Bahia) pour faire ses études et reçoit son baccalauréat en 1911. Il est diplômé de médecine à la faculté de Bahia en 1916, sa thèse portait sur les vers parasites.
Il exerce brièvement avant de partir à São Paulo, en 1917, travailler à l’Instituto Butantan, organisme chargé de produire du sérum anti-venimeux, sous la direction de Vital Brazil (1865-1950), de João Florencio Gomes et d’Arthur Neiva (1880-1943). Après la mort prématuré de Gomes en 1919, Amaral prend en charge la section des serpents. En 1921, Amaral succède à Brazil à la direction de l’Institut.
À cette époque, Amaral est invité aux États-Unis par Thomas Barbour (1884-1946) et Raymond Lee Ditmars (1876-1942) en 1926 dans le but de fournir son expérience pour la fondation d’un institut similaire. Cet institut ouvre ses portes en 1926 et Amaral en prend la direction. Il donne également des cours à l’école de santé publique d’Harvard où il reçoit un doctorat en 1924. L’institut, issu d’une collaboration entre Mulford Biological Laboratories, l’université d’Harvard et l’United Fruit Company, possédait un centre en Honduras (pour l’extraction du venin) et un laboratoire de production à Glenolden.
En 1928, Amaral est rappelé à la direction de l’Instituto Butantan. En 1933, il reçoit, en outre, la direction du département d’hygiène de l’école de médecine de São Paulo. En 1935, la situation politique conduit à son éviction de l’institut ; il ne retrouvera son poste qu’en 1954. Il fait paraître plus de 450 publications et décrit quinze nouveaux genres et environ quarante espèces.

## Taxons nommés en son honneur
- Gymnodactylus amarali Barbour, 1925
- Caaeteboia amarali (Wettstein, 1930)
- Mastigodryas amarali (Stuart, 1938)

## Quelques taxons décrits
- Acratosaura mentalis (Amaral, 1933)
- Anolis nasofrontalis Amaral, 1933
- Anolis pseudotigrinus Amaral, 1933
- Anotosaura Amaral, 1933
- Anotosaura collaris Amaral, 1933
- Apostolepis niceforoi Amaral, 1935
- Apostolepis polylepis Amaral, 1921
- Atractus lasallei Amaral, 1931
- Atractus limitaneus (Amaral, 1935)
- Atractus loveridgei Amaral, 1930
- Atractus nicefori Amaral, 1930
- Atractus nigriventris Amaral, 1933
- Atractus oculotemporalis Amaral, 1932
- Atractus pamplonensis Amaral, 1937
- Atractus punctiventris Amaral, 1933
- Atractus serranus Amaral, 1930
- Atractus trihedrurus Amaral, 1926
- Atractus trivittatus Amaral, 1933
- Bachia bresslaui (Amaral, 1935)
- Bothrocophias andianus (Amaral, 1923)
- Bothrocophias hyoprora (Amaral, 1935)
- Bothrops brazili Amaral, 1923
- Bothrops erythromelas Amaral, 1923
- Bothrops insularis (Amaral, 1921)
- Bothrops matogrossensis Amaral, 1925
- Bothrops pauloensis Amaral, 1925
- Bothrops pirajai Amaral, 1923
- Calamodontophis Amaral, 1963
- Calamodontophis paucidens (Amaral, 1936)
- Clelia equatoriana (Amaral, 1924)
- Coleodactylus brachystoma (Amaral, 1935)
- Colobodactylus Amaral, 1933
- Colobodactylus taunayi Amaral, 1933
- Dracaena paraguayensis Amaral, 1950
- Drymoluber Amaral, 1929
- Elapomorphus spegazzinii suspectus Amaral, 1924
- Erythrolamprus longiventris (Amaral, 1925)
- Erythrolamprus reginae macrosoma (Amaral, 1936)
- Helicops danieli Amaral, 1938
- Helicops gomesi Amaral, 1921
- Helminthophis praeocularis Amaral, 1924
- Hemidactylus brasilianus (Amaral, 1935)
- Leptodrymus Amaral, 1927
- Lioheterophis Amaral, 1935
- Lioheterophis iheringi Amaral, 1935
- Liotyphlops beui (Amaral, 1924)
- Mastigodryas Amaral, 1935
- Mastigodryas danieli Amaral, 1935
- Micrurus albicinctus Amaral, 1926
- Micrurus stewarti Barbour & Amaral, 1928
- Philodryas arnaldoi (Amaral, 1932)
- Philodryas livida (Amaral, 1923)
- Pseustes shropshirei (Barbour & Amaral, 1924)
- Trilepida koppesi (Amaral, 1955)
- Trilepida salgueiroi (Amaral, 1955)
- Uromacerina Amaral, 1929

## Source
- Kraig Adler (1989). Contributions to the History of Herpetology, Society for the study of amphibians and reptiles : 202 p.  (ISBN 978-0-916984-19-9)

Amaral  est l’abréviation habituelle de Afrânio Pompílio Gastos do Amaral en zoologie.

Consulter la liste des abréviations d'auteur en zoologie ou la liste des taxons zoologiques assignés à cet auteur par ZooBank